# Освальд, Эдуард
Эдуа́рд О́свальд (нем. Eduard Oswald; род. 6 сентября 1947, Аугсбург) — немецкий политик, министр строительства в правительстве Гельмута Коля.

## Биография
По окончании торговой школы в 1964 году Освальд осваивал профессию торгового работника. С 1968 по 1971 год учился в Мюнхене по специальности «экономика и организация производства». За этим последовал период практики работы учителем начальной и средней школы с 1971 по 1974 год. В 1974—1978 годах продолжал работу учителем средней школы.
Освальд женат, у него двое детей.

### Партийная и депутатская деятельность
Присоединился к ХСС в 1966 году. С 1972 года он в составе партийного правления в административном округе Швабия, с 1989 — заместитель окружного председателя ХСС. С 2005 года Эдуард Освальд — почётный председатель ХСС района Аугсбург.
В 1972-1998 годах он входил в состав аугсбургского районного совета, с 1978 по 1986 год — депутат баварского ландтага.
Член немецкого бундестага с 1987 года. Здесь он, в период с 1992 по 1998 год, был парламентским секретарём фракции ХДС/ХСС. С 1998 по 2005 год Освальд являлся председателем комитета бундестага по вопросам транспорта, строительства и жилищного хозяйства. И, наконец, с ноября 2005 года он — председатель финансовой комиссии бундестага.
Всегда избирался от округа Аугсбург-Ланд.

## Государственные должности
14 января 1998 года был назначен на пост министра регионального планирования, строительства и городского развития в правительстве канцлера Гельмута Коля. После федеральных выборов 1998 года, 26 октября ушёл в отставку вместе со всем кабинетом Коля.